# 張則
張 則（ちょう そく、生没年不詳）は、後漢末期の政治家、武将。字は元脩。別名に張亮則。益州漢中郡南鄭県の人。妻に陳恵謙、娘に張恵英。従兄に張泰（伯強）。

## 生涯
はじめ牂牁太守を務め、南方に威名を広めた。
ある時、永昌郡や越嶲郡の夷族らは謀反を計画したが、張則が自郡に異動することを恐れて互いに諫めあって中止したという。張則は臥虎と呼ばれ、夷狄への勲功から護羌校尉に遷った。
扶風太守であった頃、役人から「禁令を厳重にして非法を粛清したい」といった要望があり、張則はそれを妻の陳恵謙に相談した。すると「徳治を広め、清廉さを養うのに（現在の）五刑三千の条科ですら多いのに、他に何を加えるのですか？」と言われた。その後、桂陽太守を歴任し、その地でも盗賊を平定した。また巴郡の板楯蛮が反乱を起こすと、隆集校尉に任じられ、漢中を鎮守し、涼州刺史から魏郡太守に遷り、任地を良く治めた。
189年に霊帝が崩御し、後に大将軍・袁紹に長史に招かれたが行かず（196年頃）、丞相・曹操のもとで度遼将軍を拝した。
家門は富貴であり、娘の張恵英が陳省の長子に嫁いだ際は、従者が７，８人で財産も多かったという。